# Spieljochbahn
De Spieljochbahn is een tienpersoons-gondelbaan in het skigebied van de Spieljoch en Ski-Optimal, waar de skigebieden van Hoch Zillertal en Hochfügen onder vallen. De gondelbaan is aanvankelijk gebouwd door het bedrijf Girak in 1973. In 2017 werd door Leitner een nieuwe baan gebouwd.

## Prestaties
De kabelbaan gaat 6 meter per seconde. In elke cabine kunnen tien personen plaatsnemen. De capaciteit ligt op de 3000 personen per uur. Er zijn 12 palen die de kabelbaan ondersteunen. Verder is er ook een tussenstation.